# Пелкі
Пелкі (пол. Pełki) — село в Польщі, у гміні Бежунь Журомінського повіту Мазовецького воєводства.
У 1975-1998 роках село належало до Цехановського воєводства.